# Lonchocarpus longistylus
Lonchocarpus longistylus är en ärtväxtart som beskrevs av Henri François Pittier. Lonchocarpus longistylus ingår i släktet Lonchocarpus och familjen ärtväxter. Inga underarter finns listade i Catalogue of Life.